# 루탄 보이저

비행을 하다가 돌아오는 모습

루탄 보이저(Rutan Voyager, 정식 명칭: Rutan Model 76 Voyager)는 정지나 재급유 없이 세계 일주를 비행한 최초의 항공기였다. 딕 루탄(Dick Rutan)과 지나 예거(Jeana Yeager)가 조종했다. 이 비행은 1986년 12월 14일 모하비 사막에 있는 에드워즈 공군기지의 15,000피트(4,600m) 활주로에서 이륙하여 9일 3분 44초 뒤인 12월 23일에 종료되어 비행 지구력 기록을 세웠다. 항공기는 평균 고도 11,000피트(3,350m)에서 서쪽 방향으로 26,366법정마일(42,432km, FAI 공인 거리는 40,212km)을 비행했다.

## 사양

### 일반적 특성
- 승무원 : 2명
- 길이: 8.89m(29피트 2인치)
- 날개 길이: 33.73m(110피트 8인치)
- 높이: 3.12m(10피트 3인치)
- 날개 면적: 363평방피트(33.7m2)
- 에어포일: Roncz 1046(루트), Roncz 1080(팁), 1082/1082T(카나드)
- 공차 중량: 1,021kg(2,250lb)
- 총 중량: 4,397kg(9,694.5lb)
- 동력 장치: 1 × Teledyne Continental O-240 4기통 수평 대향 엔진, 130hp(97kW)(전방 엔진)
- 동력 장치: 1 × Teledyne Continental IOL-200 4기통 수평 대향 엔진, 110hp(82kW)(후방 엔진)
- 프로펠러: 2날개

### 성능
- 최대 속도: 122mph(196km/h, 106kn)
- 범위: 40,212km, 21,712nmi(24,986마일)
- 지속시간: 216시간